# Massenstückgut

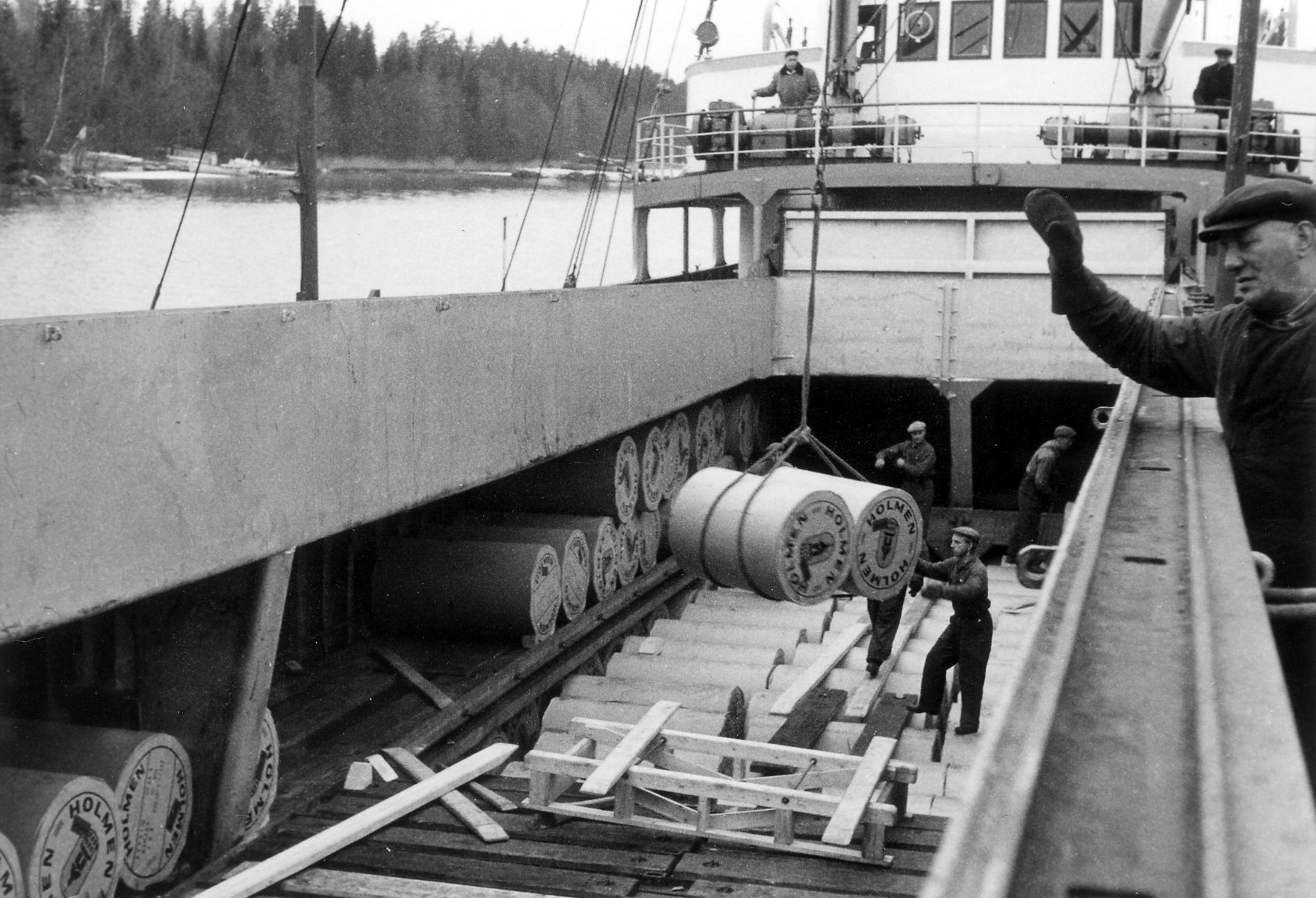
Hafenarbeiter bei der Verladung von Papierrollen in Hallstavik, Schweden – 1962

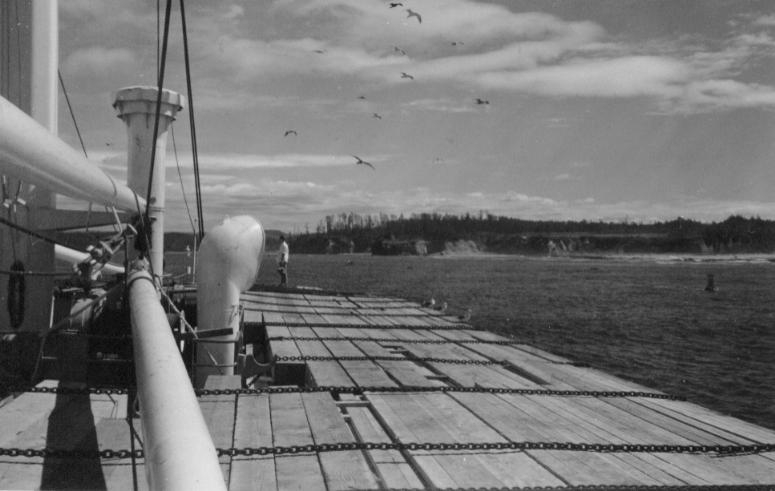
Schnittholz-Transport als Decks- ladung von der US-Westküste nach Australien auf MS Belgrano – 1959

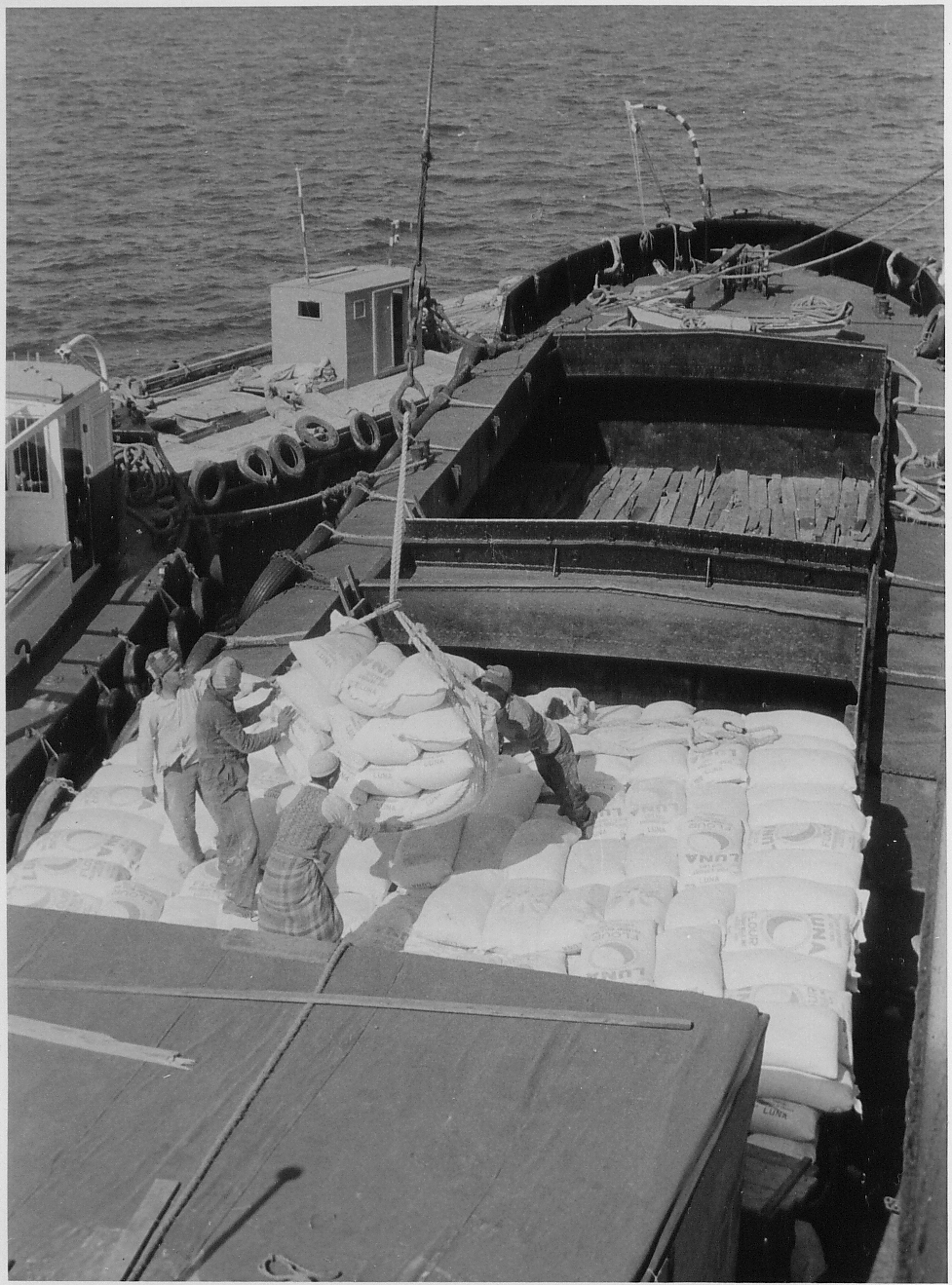
Beladung einer Barge mit Sackgut auf dem Schatt al-Arab – 1958

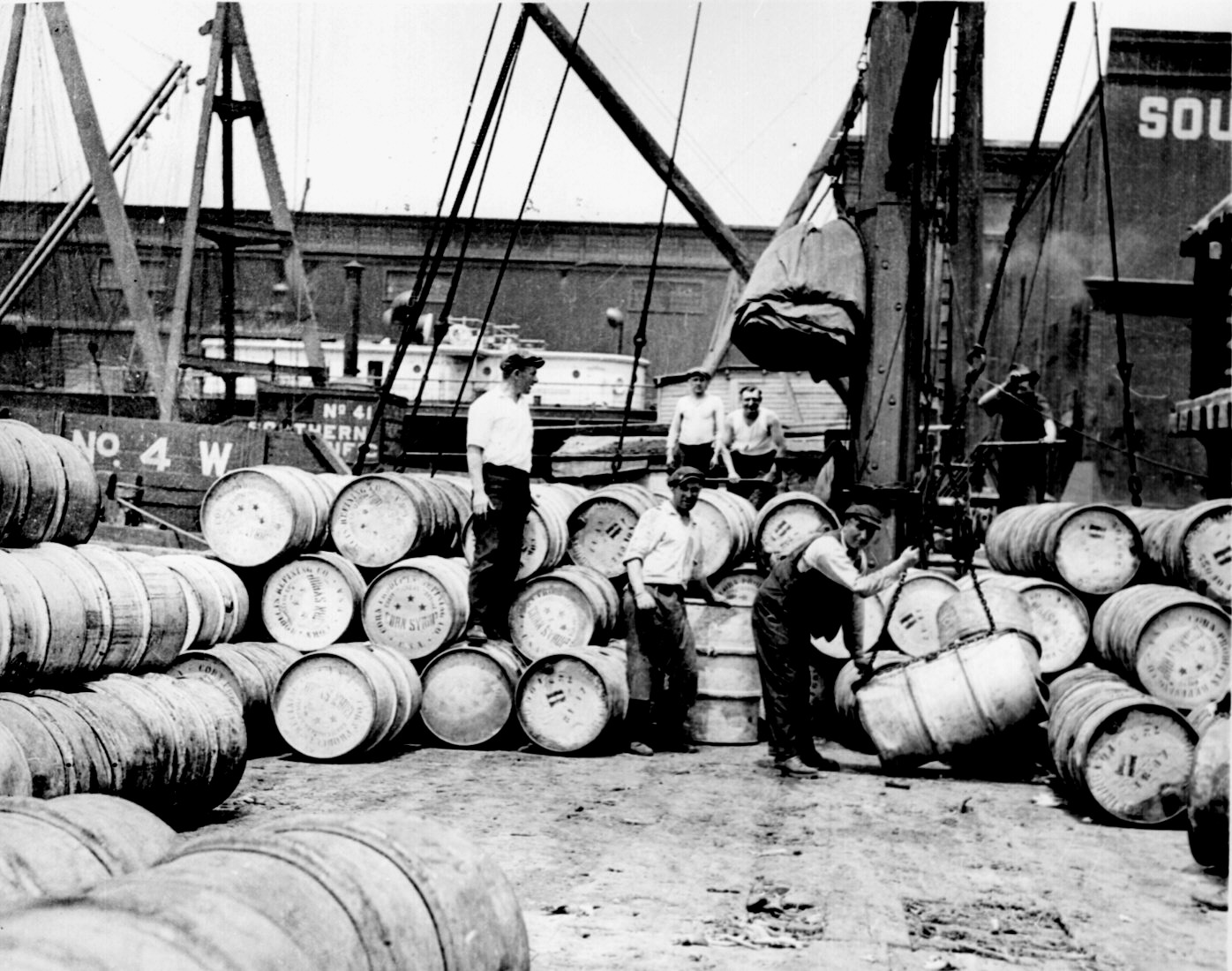
Hafenarbeiter an einem New Yorker Dock beim Laden von Maissirup auf einen Leichter auf dem Hudson River. Foto von Lewis Hine, ca. 1912

Unter Massenstückgut versteht man im Grunde eine Mischform zwischen Massengut und Stückgut, nämlich Stückgüter, die in großen Mengen verladen werden. Beispiele dafür sind Sackgüter, Palettenware, Stahlerzeugnisse (Träger, Bleche, Coils, Draht, …), Forstprodukte (Baumstämme, Bruchholz, Schnittholz, Zellulose, Papierrollen, …)

## Englische Bezeichnungen
Im Englischen gehört Massenstückgut entweder zu Break Bulk Cargo oder zu Neo Bulk Cargo.
Break Bulk Cargo umfasst neben Massenstückgut, das keine besondere Anforderungen an das Schiff oder den Umschlag stellt, auch alle Sendungen, die nicht in Containern transportiert werden und die nicht Massengut sind. Übergroße Maschinenteile fallen ebenfalls unter den Begriff Break Bulk Cargo.
Neo Bulk Cargo umfasst Güter, die spezielle Umschlageinrichtungen oder spezielle Schiffe benötigen, aber nicht Massengut sind. Dazu gehören zum Massenstückgut zu zählende Stahlerzeugnisse, Forstprodukte, sowie gekühlt oder in spezieller Atmosphäre zu transportierende Früchte, aber auch Autos und LKWs.

## Sackgut
Als Sackgut bezeichnet man alle Güter die in Säcken transportiert werden, wobei es sich um sehr unterschiedliche Produkte handeln kann. – Man kann die Waren in mehrere Gruppen einteilen:
- Naturprodukte wie Kaffeebohnen, Kakaobohnen, Sojabohnen, Erdnüsse, Mehl, Reis, Pfeffer, Zwiebeln usw.
- Produkte der Chemischen Industrie wie Kunstdünger, Kunstgummi, Resin, Phosphate usw.
- Baustoffe wie Gips, Mörtel, Zement usw.

In Abhängigkeit vom Inhalt kann die Verpackung – also der Sack selbst – aus unterschiedlichem Material bestehen z. B. aus Stoff, Jute, Papier oder Kunststoff.
Während heute in der Handels- und Seeschifffahrt Sackgut fast ausschließlich an der Quelle d. h. am Entstehungsort, beim Hersteller, Befrachter oder Spediteur in Container gestaut wird, war früher die Be- und Entladung eines Frachtschiffes sehr viel aufwändiger. Der Platz, auf dem das Sackgut gestaut werden sollte, musste vor Ladungsbeginn sorgfältig vorbereitet werden. Sauber gereinigt und trocken war eine der Grundvoraussetzungen. Außerdem musste entsprechendes Garnier (2 bis 3 Lagen trockene Bretter, Matten, Sackleinen etc.) gelegt werden. Sackgut wurde längsschiff liegend gestaut und bei voller Raumnutzung möglichst bis unter die Decksbalken.
Der Ladungsoffizier hatte ein besonderes Augenmerk auf eine fachgerechte Stauung, Trennung und Verteilung von Sackgut mit unterschiedlichen Eigenschaften zu legen. Hier einige Beispiele:
- Stark riechendes Fischmehl durfte nicht mit geruchsempfindlichen Gütern zusammen gestaut werden. Wegen der Neigung zur Selbstentzündung durfte es nur in trockenen, gut belüfteten Laderäumen gestaut werden, in denen Kontrollmessungen durchzuführen waren. Bei der Stauung mussten zusätzliche Gräben angelegt werden. Sie durfte nicht bis unter die Deck erfolgen, um eine gute Durchlüftung zu gewährleisten.
- Kaffee war eine wertvolle, besonders geruchs- und feuchtigkeitsempfindliche Ladung, die nach Möglichkeit in sauberen Verschlussräumen getrennt von anderer Ware gestaut werden sollte.
- Pfeffer ist stark riechend und durfte deshalb nicht mit geruchs- und feuchtigkeitsempfindlichen Ladungen zusammen gestaut werden. Die Laderäume mussten sehr gut belüftet werden, weil sonst der Pfeffer verdarb.
- Zement in Papiersäcken war besonders empfindlich gegen Feuchtigkeit und Nässe, weshalb die Laderäume mit hohem Garnier ausgelegt werden mussten. Wegen der Gefahr von Beschädigungen an den Säcken durften diese nicht zusammen mit Maschinenteilen, Langeisen und dergleichen gestaut werden.
- Sackgut, welches Chemikalien gleich welcher Art enthielt, sollte stets weiträumig getrennt gestaut werden. Außerdem musste es vor Feuchtigkeit geschützt werden und durfte nicht mit Sackgut aus Naturprodukten im gleichen Deck oder Schiffsunterraum gestaut werden.

Zu beachten waren ferner die unterschiedlichen Staumaße der einzelnen Ladungsgüter – konkret, wie viel Platz oder Raum der Ladungsoffizier für eine neue zu ladende Partie Sackgut vorsehen musste. Für eine Tonne geschälte Erdnüsse musste zum Beispiel ungefähr 1,8 m³ Raum frei gehalten werden, für eine Tonne ungeschälter Erdnüsse dagegen ungefähr 3,0 m³.
Bis etwa Mitte der 1960er Jahre war außerdem der Transport von Post in Säcken üblich. Diese wurden auf Schiffen im Liniendienst häufig in eigenen Verschlussräumen oder kleineren Luken separat geladen.
Der Transport von Sackgut wurde früher mit Sackkarren durchgeführt, später auf Paletten gestapelt mit Gabelstaplern. Die Be- und Entladung mittels Ladestroppen aus Tauwerk (siehe Foto) oder per Palette. Netzbrooken wurden bei Postgut verwendet, wobei jeweils mit 2 Tallyleuten und Tallybuch gearbeitet wurde, wobei ein Mann von Land und ein Mann von der Besatzung an Bord zusammenarbeiteten.